# Odo (genre)
Pour les articles homonymes, voir Odo.
Genre
Synonymes
- Horioctenus Chamberlin, 1916
- Diactenus Mello-Leitão, 1938

Odo est un genre d'araignées aranéomorphes de la famille des Xenoctenidae.

## Distribution
Les espèces de ce genre se rencontrent en Amérique du Sud, en Amérique centrale et aux Antilles.

## Liste des espèces
Selon World Spider Catalog (version 25.0, 04/03/2024) :
- Odo abudi Alayón, 2002
- Odo agilis Simon, 1897
- Odo ariguanabo Alayón, 1995
- Odo blumenauensis Mello-Leitão, 1927
- Odo bruchi (Mello-Leitão, 1938)
- Odo cubanus (Franganillo, 1946)
- Odo desenderi Baert, 2009
- Odo drescoi (Caporiacco, 1955)
- Odo galapagoensis Banks, 1902
- Odo gigliolii Caporiacco, 1947
- Odo incertus Caporiacco, 1955
- Odo insularis Banks, 1902
- Odo keyserlingi Kraus, 1955
- Odo lenis Keyserling, 1887
- Odo limitatus Gertsch & Davis, 1940
- Odo lycosoides (Chamberlin, 1916)
- Odo maelfaiti Baert, 2009
- Odo obscurus Mello-Leitão, 1936
- Odo patricius Simon, 1900
- Odo pulcher Keyserling, 1891
- Odo roseus (Mello-Leitão, 1941)
- Odo sericeus (Mello-Leitão, 1944)
- Odo serrimanus Mello-Leitão, 1936
- Odo similis Keyserling, 1891
- Odo tulum Alayón, 2003

## Systématique et taxinomie
Ce genre a été décrit par Keyserling en 1887 dans les Drassidae. Il est placé dans les Zoridae par Lehtinen en 1967 puis dans les Xenoctenidae par Wheeler et al. en 2017.
Horioctenus et Diactenus ont été placés en synonymie par Lehtinen en 1967.

## Publication originale
- Keyserling, 1887 : « Neue Spinnen aus America. VII. » Verhandlungen der kaiserlich-königlichen zoologisch-botanischen Gesellschaft in Wien, vol. 37, p. 421-490 (texte intégral).